# Sparks
Sparks — американская музыкальная группа, образованная в 1971 году братьями Роном и Расселлом Мэйлами и исполнявшая экспериментальный поп-рок с элементами психоделии, прога, прото-панка, впоследствии — диско и клубной электроники. Время от времени группа радикально меняла направление развития (иногда пускаясь в рискованные авантюры), но в целом получала высокие оценки музыкальной (прежде всего, британской) критики, оказала влияние на целое поколение музыкантов (Depeche Mode, New Order, Morrissey и др.) и сохраняет репутацию одного из самых влиятельных и новаторских коллективов в истории современной музыки.
Семь синглов Sparks входили в UK Top 40; наивысшего результата (#2) в мае 1974 года добился первый из них, «This Town Ain’t Big Enough for Both of Us» (в 1997 году вошедший в хит-парад повторно, в новой версии — с Faith No More).

## История группы
Братья Рон и Расселл Мэйлы выросли в Пасифик Пэлисейдс, пригороде Лос-Анджелеса. Их две первых группы назывались Moonbaker Abbey и Farmer’s Market. Третья, Urban Renewal Project, возникла в 1967 году: в состав её вошли также друг Расселла Фред Фрэнк и его жена Ронна, игравшая на ударных.
Ключевым моментом в истории группы стало знакомство братьев с Эрлом Мэнки (англ. Earle Mankey), который не только мастерски играл на гитаре, но и был увлечён звуковыми экспериментами (позже он получил диплом инженера в Калифорнийском университете). Расселл Мэйл в эти дни заканчивал среднюю школу, в свободное время занимаясь футболом и сёрфингом. Рон поступил в колледж, где начал изучать кинематографический и графический дизайн.

### Halfnelson
Изменив название группы на Halfnelson, братья Мэйлы и Эрл Мэнки приступили (работая дома у Эрла и на его аппаратуре) к записи одноимённого демо. Здесь Расселл пел и всё ещё играл на бас-гитаре (позже к трио присоединился четвёртый участник, басист Ральф Освальд), Рон играл на органе, а за ударные был приглашён Джон Мэнделсон (англ. John Mendelson), в будущем — известный рок-критик. Второй вариант демо, озаглавленный A Woofer In Tweeter’s Clothing, был выпущен тиражом 100 экземпляров и разослан разным рекорд-компаниям. Ни от одной из них группа не получила положительного отклика.
Освальда и Менделсона из группы уволили, а братья Мэйлы и Мэнки (в гостиной у последнего) втроём записали четыре новых песни: «Wonder Girl», «Fa La Fa Lee», «Slow Boat» и «High C». Эта плёнка была отправлена адресно, Тодду Рандгрену, ещё недавно участнику Nazz (известному по прозвищу Runt). Рандгрен, специалист по эксцентричной, эклектичной поп-музыке, работавший в Bearsville Records, оценил оригинальный подход Halfnelson к песенным конструкциям и их очевидную любовь к европейской культуре.
В 1970 году Рандгрен, слегка подчистив звучание демо-плёнки, предложил её Альберту Гроссману, руководителю Bearsville, который подписал с Halfnelson контракт. Об этом первом успехе Рон Маэл вспоминал:

Сам по себе контракт, конечно, волновал воображение, но не могу сказать, что мы тут же стали строить какие-то планы. Мы всегда думали только о ближайшем будущем, жили моментом... Конечно, каждый мечтает стать неприлично богатым. Но мы-то видели, какой <негативный> эффект оказывает массовый успех на музыкантов в творческом отношении.Оригинальный текст (англ.)When we started, it was just such a thrill to get a record deal, it wasn't like we started thinking that this would lead to something else, we've always worked in the short term, in the moment (...) Of course everybody wants to be filthy stinking rich. But we'd seen the effect that having that kind of massive success had had on other people musically.— Рон Маэл

### Sparks
Выяснилось, что для полноценной работы группе требуется ритм-секция. Эрл предложил своему брату Джеймсу Мэнки (из группы Three Days Blues) присоединиться к составу в качестве басиста и (временами) второго гитариста. Новым барабанщиком стал Харли Э. Файнстайн (англ. Harley A. Feinstein), на чьё объявление, помещённое на стенах музыкального магазина Ace Music в Санта-Монике (он искал музыкантов для совместного джэма) откликнулся Расселл Мэйл.
Первый альбом, спродюсированный Рандгреном, вышел сначала под заголовком Halfnelson. Затем группа по предложению нового менеджмента изменила название на Sparks и, соответствующим образом переименовав альбом (который с тех пор в дискографиях фигурирует под заголовком Sparks/Halfnelson), приступила к концертной деятельности. Дебютный альбом не произвёл впечатления на музыкальную прессу, но в ретроспективе оценивается высоко: уже в первом треке «Wonder Girl» группа (согласно Allmussic) «заявила о себе столь идеально, что в течение всей своей дальнейшей карьеры практически занималась тем, что совершенствовала эту базовую формулу».
Сингл из альбома, «Wonder Girl», поднялся до # 92 в списках журнала Cash Box и возглавил местный чарт в Монтгомери Каунти (штат Алабама). Это ничуть не способствовало продвижению альбома в чартах, и всё же 29 июля 1972 года Sparks впервые появились на американском телевидении, в телепрограмме Дика Кларка «American Bandstand». Однако тут же в карьере группы наметился кризис. Предполагавшееся турне по США с Тоддом Рандгреном оказалось отменено. Bearsville, не обладая достаточными средствами для поддержки группы, но не желая её терять, приняли решение отправить Sparks на месяц в Великобританию — в надежде, что в более близкой для себя культурной среде они найдут поддержку.
Четыре месяца спустя, сразу же после своего нью-йоркского дебюта в клубе Max’s Kansas City, Sparks вылетели в Англию. Поначалу они поселились в Бекенхэме, графство Кент, затем перебрались в Южный Кенсингтон и расположились в подвальной квартире в доме, примыкавшем к резиденции Кеннета Тайнена, известного театрального критика. Группа провела европейский тур и отыграла 30 концертов в Великобритании, Голландии и Швейцарии. Её выступление в лондонском клубе Marquee прошло с аншлагом. Sparks исполнили «Wonder Girl» — сначала в телепрограмме BBC «Old Grey Whistle Test», затем в цюрихском телешоу «Hits A GoGo». Появление Sparks на британском телевидении возымело эффект. При том, что ведущий программы «Old Grey Whistle Test» Боб Харрис крайне саркастически охарактеризовал их как «среднее между Фрэнком Заппой и Monkees», добавив, что это — худшее из всего, что ему когда-либо приходилось видеть и слышать (он даже придумал новый термин для Sparks — «mock rock»), — телеаудитория пришла в восторг, не в последнюю очередь от внешнего вида братьев. Британская пресса заговорила о Sparks как об «американских T.Rex», что для самих братьев Мэйлов явилось полной неожиданностью.

### A Woofer In Tweeter’s Clothing
Спустя три месяца Sparks вернулись в США и сразу же в студии лейбла Bearsville (в Вудстоке, штат Нью-Йорк) записали с продюсером Ником Джеймсом свой ударный концертный номер «I Like Girls». Запись музыкантов не удовлетворила и то, что рассматривалось в качестве следующего сингла, отправилось на полку (оригинальный трек был включён в CD Profile, а другая его версия вошла в альбом Big Beat).
После этого квинтет вернулся в Лос-Анджелес и выступил в клубе Whiskey A Go-Go. В этот момент вышел их второй альбом на Bearsville Records, A Woofer In Tweeter's Clothing, записанный продюсером Таддеусом Джеймсом Лоу (англ. Thaddeus James Lowe), в недавнем прошлом — вокалистом The Electric Prunes. Второй альбом остается самым необычным в истории Sparks: песни здесь предельно фрагментированы, некоторые из них трудны для расшифровки, но в целом он продолжает идеи, начатые Halfnelson, а мелодии (как отмечал критик Нед Раггетт) «…начинают здесь приближаться к уровню гиперактивности, характерному для последующих релизов». «Самый коммерческий трек весьма некоммерческой пластинки», «Girl From Germany» (песня о проблемах лирического героя с родителями, пережившими войну, которым не нравится, что его девушка — немка) была выпущена синглом (с «Beaver O' Lindy» на обороте). Коммерческого успеха альбом не имел и остался в истории (по словам биографа К. ван Брукелена) «непризнанной классикой».

### Переезд в Англию
Будучи в Англии, Мэйлы познакомились с продюсером Джоном Хьюлеттом, основателем легендарной андеграундной группы John's Children, где одно время играл Марк Болан. Именно Хьюлетт помог группе в организации первого европейского турне и сообщил Маффу Уинвуду из Island Records — экс-басисту Spencer Davis Group, который после распада группы в 1967 году возглавил отдел артистов и репертуара (A&R) в только образованной записывающей компании — о существовании Sparks. Уинвуд, имевший репутацию любителя «странных», коммерчески безнадежных групп, и уговорил Блэквелла подписать с братьями Мэйлами долгосрочный контракт. Как пишет автор биографии Sparks Карл ван Брукелен, «сегодня кажется невероятным, что записывающая компания могла пойти на сделку, подобную той, что заключили Island, — руководствуясь лишь тем, что ей понравилась музыка группы; не помышляя ни о рыночном потенциале, ни о том, чтобы как-то подогнать звучание группы под коммерческие требования».
В конце 1972 года Рон и Рассел распустили американский состав и окончательно перебрались в Лондон, где к этому времени уже жили их мать Мириам и отчим Оскар Роджерсон. Во многом на их окончательное решение повлиял аншлаг в клубе Marquee, где группа получила резиденцию (предполагавшую по концерту в неделю в течение месяца). Если в США Sparks однажды в клубе Whiskey-a-Go-Go сыграли перед шестью зрителями, то Marquee каждый раз был забит до отказа, причём очереди за билетами вытягивались на квартал. На одном из концертов Sparks разогревщиками выступили тогда ещё никому не известные Queen (которые, как предполагает биограф Sparks Карл ван Брукелен, внимательно проанализировали стиль конкурентов и сделали для себя соответствующие выводы).

### Kimono My House
Получив контракт, братья Мэйлы вынуждены были срочно готовить новый материал. За это взялся Рон Мэйл, с гитарой и фортепиано написавший летом 1973 года практически все песни третьего альбома — коллекцию композиций, которые (по слова Ван Брукелена) «…сегодня кажутся почти устрашающими в своем абсолютном совершенстве».
Вместе с Джоном Хьюлеттом братья Мэйлы приступили к поиску музыкантов для новой группы. Барабанщик Крис Томпсон был взят из группы Jook, где играл сам Хьюлетт. Втроём музыканты приступили к работе над демо-плёнками в лондонской студии Island под руководством продюсера Джона Портера, бас-гитариста Roxy Music. Гитарные партии исполнил Пол Рудольф (англ. Paul Rudolph), в прошлом — участник Pink Fairies.
Уже после того, как работа над демо была завершена, в результате тщательного отбора музыкантов, явившихся на прослушивание, в группу были приняты басист Мартин Гордон (англ. Martin Gordon), барабанщик Норман Даймонд (англ. Norman Diamond) и гитарист Эдриан Фишер (англ. Adrian Fisher). Состав Sparks, который стал впоследствии называться «классическим», приступил к репетициям в Клэпхеме осенью 1973 года.
Альбом, записанный продюсером Маффом Уинвудом (Рой Вуд, на котором братья первоначально остановили свой выбор, оказался слишком занят) вышел в мае 1974 года и поднялся до #4 в Британии, оставшись совершенно незамеченным в США. New Musical Express назвал его «моментальной классикой», а Sounds написал: «Sparks обладают музыкальной экстравагантностью Wizzard, аурой искушенности Roxy Music и угрожающей мощью Третьего Рейха».

#### Выступление в программеTop of the Pops
В мае 1974 года вышел сингл This Town Ain’t Big Enough For Both Of Us поднявшийся до # 2 в Великобритании (#5 — в Голландии). Группа выступила с этой песней в программе Top of the Pops и произвела общенациональный фурор.
Расселл и Рон были поражены эффектом, который возымело их выступление. На следующий день люди окружали их на улице, все диджеи Radio 1 хором заговорили о «жутковатом парне с усиками». Есть сведения о том, что Джон Леннон на следующий день после концерта во время разговора воскликнул: «По телевизору показали Гитлера!»

Рон Маэл вспоминал в 2006 году:
Телевидение только-только стало приобретать силу, особое значение приобрёл крупный план. Перед камерой стало возможно произвести эффект малым, тонким жестом, который совершенно не возымел бы реакции во время концерта в большом зале. Оказалось, что можно поразить людей совсем малым — вздёрнутой бровью, изменением выражения лица, усами. Все это я делал и на концерте, но никто не замечал! Теперь эти вещи начали производить сильный эффект.Рон Маэл, The Word #36, 2006
По данным биографа Карла ван Брукелена, из более чем 3000 статей о группе, опубликованных в 1974—1975 годах, только две (!) не содержали упоминания об Адольфе Гитлере.
Сразу же после выступления в программе Top of the Pops Мартин Гордон, с некоторых пор конфликтовавший с братьями Мэйлами, был из состава исключён. На смену ему менеджер Хьюлет пригласил Иэна Хэмптона из группы Jook. Некоторое время кандидатом на роль второго клавишника рассматривался Питер Оксендейл: предполагалось, что он на сцене будет исполнять всё, что в студии делалось наложением. Но Рон и Расселл передумали и решили для концертных выступлений взять второго гитариста: так в группу пришёл, снова из Jook, Тревор Уайт.

### Propaganda
20 июня в Клитхорпсе начался британский тур в поддержку Kimono My House: он состоял из 15 концертов и завершился 7 июля 1974 года. В залах группу приветствовали беснующиеся толпы фанатов. К своей огромной радости, братья Маэлы вскоре узнали, что их аудитория состоит не только из визжащих девочек-подростков; там есть и серьёзные люди, в частности, оксфордские литературные критики.
При том, что в музыкальном отношении мы были достаточно сложны для восприятия (хотя при этом и совершенно доступны), встречали нас как The Bay City Rollers… Это казалось нам очень странным: исполнять песни с такими текстами, как «Talent Is An Asset» и при этом по очереди отражать атаки фанов, штурмовавших сцену. Вспрыгнув, они тут же пытались схватить тебя, и если уж хватали, ты точно не знал, как быть дальше! При этом наряду с визжащими девочками у нас были и другие фэны, которые понимали, что мы поглубже. Они не любили визжащих девочек.Оригинальный текст (англ.)What we were doing - despite being I think a bit musically challenging, though totally accessible too - was being received as though it was the Bay City Rollers, as far as crowd reaction goes. (...) It was a bizarre phenomenon for us to be performing songs in concert with lyrics such as those in "Talent Is An Asset" about a young Albert Einstein growing up, and in turn having fans throwing themselves at us on stage. They'd run on stage and try to grab you, although if they got hold of you, they weren't quite sure what to do next. We had the screaming girls and the other fans who thought there was a deeper side to what we were doing... They didn’t like the screaming girls. Расселл Маэл
Несколько месяцев спустя парижская девочка так стиснула Расселла в своих объятиях, что у того после этого обнаружилась трещина в ребре.
В августе 1974 года Sparks с продюсером Маффом Уинвудом приступили к работе над четвёртым альбомом Propaganda. Работа была завершена месяц спустя. Альбом сразу же вошёл в британские чарты и поднялся до #9. Месяц спустя сингл «Never Turn Your Back On Mother Earth» поднялся до #13. Второй сингл «Something For The Girl With Everything» поднялся до #17. Так Sparks в течение девяти месяцев 4 раза побывали в UK Top 20. Успех группы в Европе вынудил Bearsville перевыпустить дебютный альбом и синглом издать «Girl From Germany» из второго альбома A Woofer In Tweeter’s Clothing.

#### Британское турне
Успех альбомов Kimono My House и Propaganda сделал Sparks в Великобритании открытием 1974 года: они и возглавили соответствующий список еженедельника Melody Maker. «Были только две группы, которые так вот выглядели, и по поводу которых все недоумевали, что-то они ещё выкинут эдакое? Мы и Roxy Music», — говорил Рон Мэйл. Сопоставление с Roxy Music имело под собой все основания. Как отмечал в биографии Карл ван Брукелен, — «Музыкальные критики, восторгаясь группой, так и не смогли найти ей точного места в своей классификации, расположив её где-то между глэмом и арт-роком, хотя к обоим жанрам Sparks имели косвенное отношение… В глэм-лагере, где господствовали андрогинный имидж (T.Rex, Дэвид Боуи) и глиттер-рок (Гари Глиттер, Mud, Sweet), Sparks выглядели почти авангардными фигурами. Для арт-рока они были слишком несерьезны и театральны».
Концерты группы были выдержаны в жанре арт-хауса, основной автор Рон Мэйл обладал мощным интеллектуальным потенциалом. Но при этом Sparks уютно чувствовали себя в подростковой среде; более того, братья Мэйлы сделались завсегдатаями страниц детских изданий, а Расселл взялся вести еженедельную колонку в журнале для девочек Mirabelle («Любимые конфеты», «Пирожки: за и против», «Ваши любимые цвета» и т. д.) «Одна из главных целей группы состояла в том, чтобы заставить всех десятилетних английских мальчиков зачесать назад набриолиненные волосы и карандашиками подвести себе под носом усики, прежде чем прийти к нам на концерт», — замечал Рон Мэйл.
8 ноября 1974 года в Редингском университете Sparks начали выступления в рамках продолжавшегося 20 дней Propaganda Tour. В ходе британского турне Sparks сопровождала шотландская группа Pilot. 30 ноября Sparks выступили в парижском зале Olympia Theatre, затем отправились в Нидерланды, Бельгию, Швецию и Германию.

#### Уход Эдриана Фишера
К моменту окончания турне стало ясно, что разногласия между гитаристом Эдрианом Фишером и братьями Мэйлами достигли предела. Фишер, взращённый на блюз-роке, не вписывался в Sparks, но настаивал на том, чтобы ему были предоставлены новые возможности для того, чтобы определять развитие группы. По словам Расселла Мэйла, Эдриан Фишер «был величайшим талантом и экспертом по блюзовому исполнению», но группе пришлось расстаться с ним из-за творческих разногласий. «В конце нашего первого европейского турне дело дошло чуть ли не до драки, и мы решили уволить Эдриана», — говорил он в интервью журналу Rock & Folk (октябрь 1974).
Джойс Флери, поначалу секретарь фэн-клуба, а затем и менеджер группы, высказывалась определённее. «С гитаристом Эдрианом Фишером возникли серьёзные проблемы. Ему не нравилась группа, ему не нравилась музыка группы, он участвовал в группе просто ради денег. Рон и Расселл начали подыскивать ему замену, и некоторое время казалось, что подойдет Иэн Норт из американской группы Milk n' Cookies, но… этого не случилось», — говорил Дэйв Томпсон.

### Indiscreet
В январе 1975 года альбом Propaganda вышел в США и поднялся до #63 в Billboard 200. Синглом из него была выпущена песня «Achoo» («Something For The Girl With Everything» на обороте). Sparks вылетели на родину и выступили на телевидении — сначала на канале NBC в программе «Midnight Special», затем в «In Concert» (ABC) — во втором случае их представили Кейт Мун и Ринго Старр. Восторженные отзывы появились в журналах Hit Parader и Creem. Несколько интервью с группой взял журналист Ланс Лауд. Шесть песен группа исполнила в сборном концерте «Don Kirschner’s Rock Concert». Bearsville Records перевыпустил два первых альбома под одной обложкой (переработанный дизайн альбома Halfnelson), назвав релиз «2 Originals Of Sparks» — специально для английского и европейского рынка.
Весной 1975 года Рон и Расселл пригласили к работе над следующим альбомом продюсера Тони Висконти (записывавшего, в числе прочих, Дэвида Боуи и T.Rex). 17 марта 1975 года в Good Earth Studio (Сохо, Лондон) началась работа над Indiscreet, третьим альбомом группы для Island и пятым по счету. В альбоме (как отмечает рецензент Allmusic Алекс Хендерсон) Sparks соединили «…захватывающий мелодичный пауэр-поп с юмористическими текстами» («Pineapple», «Happy Hunting Ground», «Tits», «Get in the Swing»), сделавшими Расселла и Рона рок-эквивалентом Monty Python’s Flying Circus". Однако некоторые критики сочли, что Висконти излишне «запродюсировал» звук, назвали его работу «помпезной» и отметили наличие «ужасно скучных, невероятно раздутых номеров среди лаконичных поп-шедевров». Синглы «Get in the Swing» и «Looks Looks Looks» хитами не стали, и сам альбом даже в Великобритании пользовался гораздо меньшим успехом, чем два предшественника, поднявшись до #18.
Разочарованные относительной неудачей и чувствуя приближение эры качественно новой, более жёсткой и агрессивной музыки, братья Мэйлы решили распустить английский состав и вернуться в США. Иэн Хэмптон, Тревор Уайт и Динки Даймонд с пониманием приняли это решение: расставание прошло без взаимных претензий. В начале 1976 года Рон и Расселл подписали контракт с CBS на выпуск шестого альбома Sparks. Он стал ещё одним релизом на Island и первым — для Columbia Records, но спустя почти 50 лет они снова вернутся на Island.

### Возвращение в США
Сначала Рон и Расселл Мэйлы прибыли в Лос-Анджелес, чтобы здесь записать альбом в духе «звучания Западного побережья». Затем перебрались в Нью-Йорк, где к ним присоединились продюсер Руперт Холмс, а также музыканты нового (временного) состава: бас-гитарист Сэл Майда (англ. Sal Maida, экс-Roxy Music, Milk 'n' Cookies), барабанщик Хилли Майклс (англ. Hilly Michaels) a также Мик Ронсон. Братья Мэйлы хотели уговорить Ронсона войти в группу на постоянной основе, но тот принял участие в записи лишь трёх песен («Big Boy», «Everybody’s Stupid» и «I Want To Be Like Everybody Else»), после чего — в силу занятости с Иэном Хантером и проектом Rolling Thunder Tour Боба Дилана — уступил место гитаристу Джеффри Салену из группы Tuff Darts.
В августе 1976 года Sparks и продюсер Холмс приступили к работе над альбомом Big Beat в манхэттенской студии Mediasound Recording. Основным синглом из него стал «Big Boy» (с «Fill-er-Up» на обороте), успеха в чартах не имевший. Sparks отправились в американское турне в изменённом составе: сюда вошли басист Дэвид Свонсон (англ. David Swanson), гитаристы Люк Замперини (англ. Luke Zamperini) и Джимми Макалистер (англ. Jimmy McAllister). Ранее планировавшееся турне с Патти Смит осталось неосуществлённым. Концерт Sparks в Гринвич-виллидж 21 декабря 1976 года был записан и позже вышел бутлегом. Впоследствии все сошлись на том, что эксперимент Sparks с «ужесточением» звука оказался неудачным. Рон Мэйл отмечал также, насколько записи, сделанные с Ронсоном, звучат лучше, чем всё, что было сделано без него.
В 1976 году Sparks попытались заявить о себе в кинематографе, но фильм «Rollercoaster», в котором они снялись, оказался провальным. В 1977 году вышел Introducing Sparks, альбом, записанный братьями Мэйлами с группой сессионных лос-анджелесских музыкантов. Пластинка, рассчитанная исключительно на американский рынок и выдержанная в соответствующем ключе, успеха не имела и не удовлетворила самих братьев.

### 1979—2000
В 1979 году в беседе с немецким журналистом братья Мэйл выразили восхищение Джорджио Мородером (автором многих диско-хитов). Журналист познакомил их с диско-продюсером, и тот записал для Sparks No. 1 In Heaven. Альбом, выдержанный в синт-поп-ключе, имел успех в Европе — во многом благодаря хит-синглам «The Number One Song in Heaven», «Beat the Clock» и «Tryouts for the Human Race».
Харольд Фальтермайер (сотрудник Мородера) спродюсировал следующий альбом Sparks Terminal Jive, откуда вышел сингл «When I’m With You», имевший огромный успех во Франции; в результате Мэйлы на год задержались в этой стране. Сингл был также популярен в Австралии, где поднялся до #14.
В 1981 году Sparks так же неожиданно вышли из стиля «диско», как и вошли в него, выпустив Whomp That Sucker. Альбом был записан в Мюнхене с группой, в состав которой вошли гитарист Боб Хааг (англ. Bob Haag), бас-гитарист Лесли Боэм (англ. Leslie Bohem) и ударник Дэвид Кендрик (англ. David Kendrick): все трое играли прежде вместе под названием Gleaming Spires. Затем последовали Angst in My Pants (1982) и Sparks in Outer Space (1983), откуда вышел сингл «Cool Places», записанный Расселлом в дуэте с участницей The Go-Go’s Джейн Уидлин (англ. Jane Wiedlin), которая в то время руководила собственным Sparks-фэн-клубом. Альбом остановился на подступах к U.S. Top 40 и остался величайшим достижением группы в США. Во многом этим (относительным) успехом группа была обязана лос-анджелесской станции KROQ, которая начала кампанию по восхвалению Sparks как «местных героев». Однако критики отметили «безликость» большей части песен и почти полное отсутствие прежнего остроумия в текстах.
Альбом 1984 года Pulling Rabbits Out of a Hat, записанный продюсером Иэном Литтлом, многими критиками был расценен как «катастрофический» (Allmusic), другие (Айра Роббинс, Rolling Stone) отметили ощущение незавершённости, характерное и для предыдущего релиза. После выхода Music That You Can Dance To (1986), название которого полностью характеризовало его содержание, Рон и Расселл опять стали дуэтом и в этом качестве записали Interior Design (1988), за которым последовала долгая пауза. Во многом она была вызвана тем, что в конце 1980-х — начале 1990-х годов братья Мэйлы всё своё внимание сконцентрировали на попытке сделать фильм из японского комикса «Mai, The Psychic Girl». Несмотря на то, что интерес к этому проекту некоторое время проявлял Тим Бёртон, шесть лет работы над ним прошли для Мэйлов впустую.
Лишь в 1994 году Sparks вернулись с альбомом Gratuitous Sax and Senseless Violins, откуда вышли имевшие умеренный успех синглы «When Do I Get To Sing My Way?» и «When I Kiss You (I Hear Charlie Parker Playing)». В 1997 году вышел Plagiarism, альбом кавер-версий их песен, исполненных другими музыкантами (Faith No More, Erasure, Джимми Соммервилом) при участии Рона и Расселла Мэйлов . Половина альбома была записана Тони Висконти в Лондоне, другую половину братья записали сами в специально для этого созданной Лос-Анджелесской студии.
В 1998 году Рон и Расселл Мэйл записали музыку к фильму «Взрыватель», с Жаном-Клодом ван Даммом в главной роли, снятом гонконгским продюсером и режиссёром Цуй Харком (которому была посвящена одна из песен альбома Gratuitous Sax and Senseless Violins).

### 2000 — настоящее время
Альбом Balls (2000) был встречен критикой равнодушно, но Lil' Beethoven (2002), в котором были использованы квазиклассические аранжировки с хоралом и струнными, напротив, был объявлен символом возрождения Sparks, а сами участники дуэта определили его как «жанроопределяющий опус». Журнал Record Collector назвал пластинку одним из лучших альбомов 2002 года, а год спустя предположил, что это «…возможно, один из лучших альбомов, вообще когда-либо выпускавшихся».
Группа провела европейское турне, в первом отделении которого играла от начала и до конца свой последний альбом, а второе составляя из любимых песен зрителей. С Роном и Расселлом играли гитарист Дин Мента (экс-Faith No More) и Тэмми Гловер за ударными. В 2004 году Моррисси, давний почитатель творчества Sparks, пригласил их на фестиваль Meltdown, который возглавил в качестве куратора: здесь группа исполнила полностью — сначала Kimono My House album, затем Lil Beethoven.
В феврале 2006 года вышел 20-й студийный альбом Sparks Hello Young Lovers, высоко оценённый критикой.
16 мая 2008 года Sparks начали британское турне, в ходе которого исполнили материал всех своих студийных альбомов в хронологическом порядке. В лондонском зале Shepherd’s Bush Empire 13 июня (это был 21-й по счёту концерт тура) Рон и Расселл Мэйлы исполнили все песни нового альбома Exotic Creatures Of The Deep, официальный релиз которого состоялся 19 мая 2008 года.
В 2009 году группа презентовала радио-мюзикл The Seduction of Ingmar Bergman.
В 2012—2013 годах братья выступали в формате дуэта (без сопровождающего оркестра) с туром Two Hands One Mouth.
В 2015 году в результате сотрудничества с шотландской инди-группой Franz Ferdinand, образовали супергруппу FFS и выпустили одноимённый альбом.
В сентябре 2017 года вышел альбом Hippopotamus. В это же время братья работают над фильмом-мюзиклом «Аннетт», который снимает Леос Каракс по их сценарию.
8 июля 2019 года в своём официальном Твиттере Sparks объявили, что работают над новым альбомом.
В январе 2020 года вышел альбом A Steady Drip, Drip, Drip.
Режиссёр Эдгар Райт снял документальный фильм The Sparks Brothers о братьях Мэйлах. Премьера картины состоялась 30 января 2021 года на фестивале «Санденс».
На Каннском кинофестивале 2021 года состоялась премьера фильма-мюзикла «Аннетт» и он участвовал в конкурсе на Золотую пальмовую ветвь. Братья Sparks написали либретто и музыку. Главные роли исполнили Адам Драйвер (Генри) и Марион Котийяр (Энн). Главный трек «So May We Start» сопровождался видео с участием братьев, Адама и Марион, а саундтрек «Аннет» был выпущен на Sony. Режиссёр — Леос Каракс. Фильм получил пять наград на вручении кинопремии «Сезар» в 2022 году за лучшие лучшие режиссуру (Леос Каракс), саундтрек (Рон и Расселл Мэйлы), звук, монтаж и спецэффекты.
Группа объявила, что в 2022 году они отправятся в тур по Северной Америке, Великобритании и Европе. Это будет их самый продолжительный тур по США за последние десятилетия. Европейский тур 2022 года будет состоять в основном из концертов, перенесенных на 2020 и 2021 годы.
В 2023 году группа выпускает сингл The Girl Is Crying In Her Latte и клип на песню с Кейт Бланшетт, снявшейся в нём в главной роли. Позднее братья записывают одноимённый студийный альбом на лейбле Island Records, на котором они последний раз выпускались в 1976 году. Альбом был высоко оценён критиками: портал Record Collector описал его как «странную и чудесную яркую смесь, блестяще воплощающую сюрреалистический мир Sparks», поставив высший балл, издание American Songwriter считает, что «причудливые песни и искусная непринужденная, временами кофеиновая, подача делают музыку Sparks по-своему освежающей», а Under the Radar написали, что это «ещё одно забавное, печальное, умное, глупое, искусное, простое и красивое путешествие в своеобразную, хорошо проработанную вселенную Sparks».

## Состав группы
Многие музыканты, которым нравилась музыка группы Sparks, помогали им в их творчестве. Сейчас в состав группы, за исключением Рона и Рассела Мэйлов, входят: Стивен Нистор, Джим Уилсон, Маркус Блэйк, Стивен МакДональд, Дин Мэнта и Тэмми Глоуэр.

## Дискография

### Альбомы
- Sparks (изначально Halfnelson) (1971)
- A Woofer in Tweeter’s Clothing (1972)
- Kimono My House (1974)
- Propaganda (1974)
- Indiscreet (1975)
- Big Beat (1976)
- Introducing Sparks (1977)
- No. 1 In Heaven[англ.] (1978)
- Terminal Jive[англ.] (1980)
- Whomp That Sucker[англ.] (1981)
- Angst in My Pants[англ.] (1982)
- In Outer Space[англ.] (1983)
- Pulling Rabbits Out of a Hat[англ.] (1984)
- Music That You Can Dance To[англ.] (1986)
- Interior Design[англ.] (1988)
- Gratuitous Sax & Senseless Violins[англ.] (1994)
- Plagiarism[англ.] (1997)
- Balls[англ.] (2000)
- Lil' Beethoven (2002)
- Hello Young Lovers (2006)
- Exotic Creatures Of The Deep (2008)
- The Seduction Of Ingmar Bergman (2009)
- Hippopotamus[англ.] (2017)
- A Steady Drip, Drip, Drip[англ.] (2020)
- The Girl Is Crying In Her Latte[англ.] (2023)
- MAD![англ.] (2025)